# Don-Aminado
Don-Aminado (Russisch: Дон-Аминадо), pseudoniem van Aminad Petrovitsj Sjpoljanski (Russisch: Аминад Петрович Шполянский) (Jelisavetgrad, 7 mei 1888 - Parijs, 14 november 1957) was een Russisch dichter, satiricus, memoirist en advocaat van Joodse afkomst.

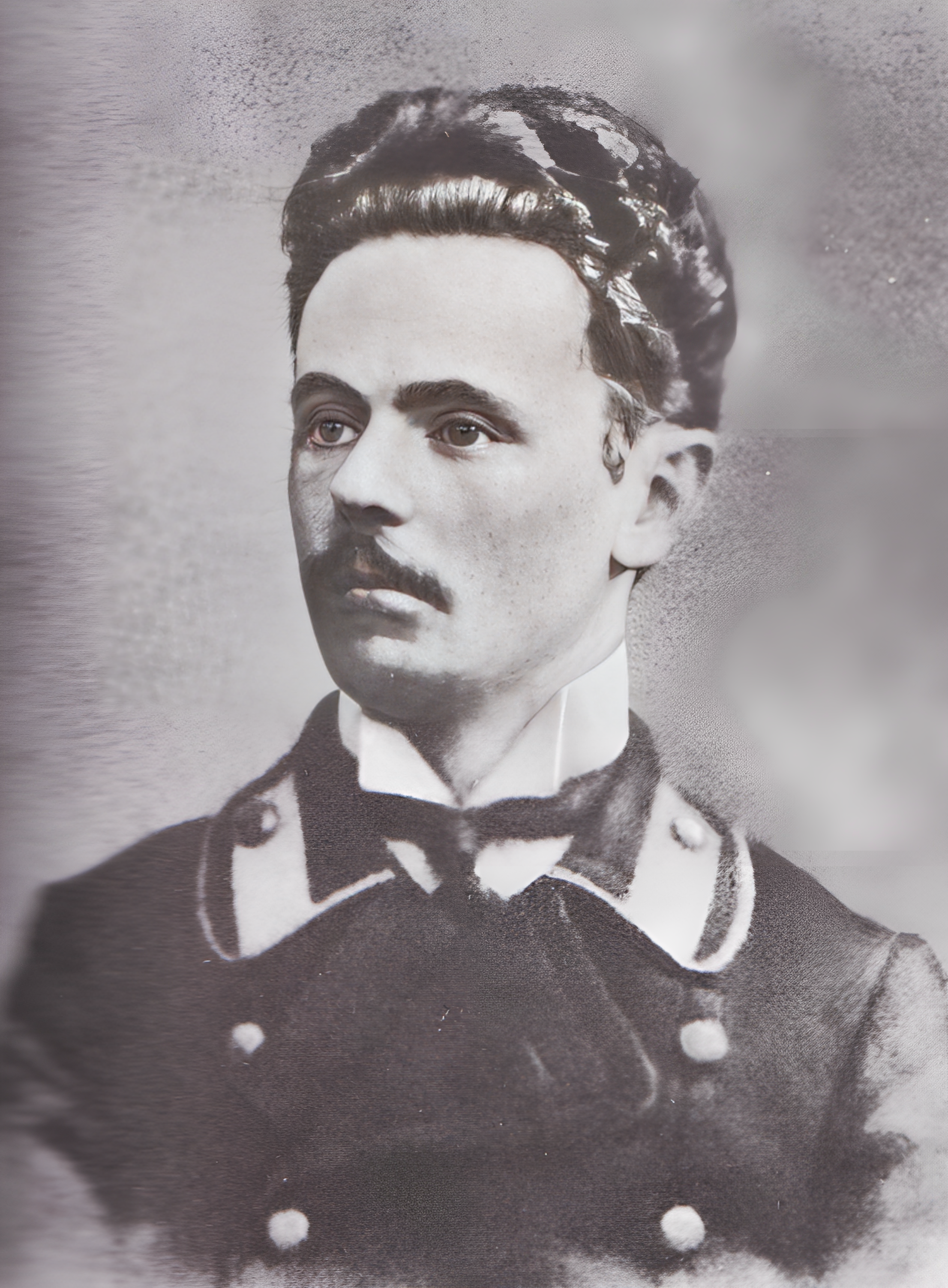
Sjpoljanski in uniform tijdens de Eerste Wereldoorlog

## Leven en werk
Sjpoljanski is geboren en getogen in Jelisavetgrad in het Russische Gouvernement Cherson (tegenwoordig (2022) Kropyvnytstky). Hij studeerde rechten in Odessa en Kiev en werkte vanaf 1910 als advocaat in Moskou. Tegelijkertijd begon hij aan een literaire carrière, vooral als satirisch dichter. In 1914 publiceerde hij zijn eerste dichtbundel, Oorlogsliederen, vol patriottische verzen over de Eerste Wereldoorlog waaraan hij als soldaat in het Russische leger deelnam. In 1915 raakte hij gewond en keerde terug naar Moskou.
In 1918 sloten de bolsjewieken de kranten waarvoor Sjpoljanski schreef. Enige tijd verbleef hij daarna in Kiev. Begin 1920 emigreerde hij met zijn vrouw Nadezjda en dochter Jelena vanuit Odessa via Constantinopel, Berlijn en Marseille naar Parijs. Hij trad toe tot een vrijmetselaarsloge, maar had niet meteen vastigheid. In de jaren daarna week hij uit naar Berlijn en zelfs naar de Verenigde Staten. Maar uiteindelijk kreeg Sjpoljanski in Parijs een goede positie bij het dagblad Poslednije novosti. Met grote regelmaat publiceerde hij daarin onder het pseudoniem Don-Aminado satirische aforismen, epigrammen, gedichten en feuilletons. In het interbellum verschenen er in Parijs talrijke bundels van Don-Aminado, die bij het brede publiek ook bekend was als conferencier op literaire avonden. Over zijn persoonlijk leven is niet veel bekend, maar bronnen maken gewag van een praktisch ingesteld man, die zich niet opsloot in de Russische emigrantenwereld, maar ook opging in de Franse samenleving. 
De bezettingsjaren, waarin vrijwel geen Russische kranten en boeken in Frankrijk verschenen, overleefde Don-Aminado in Franse provinciesteden. Na de oorlog publiceerde hij als D. Aminado nog een dichtbundel, maar zijn oude rol kon hij niet meer oppakken: de Russische emigrantenpers had ook niet meer de verspreiding en betekenis van voor de oorlog. Hij legde zich toe op het schrijven van memoires, die in 1954 in New York verschenen onder de titel De trein op het derde spoor. 
Don-Aminado ging in zijn satirische krantenwerk uit van actuele situaties die typerend waren voor Russische emigranten in Frankrijk. Armoede, werkloosheid, moeilijkheden met paspoorten en registratie zijn onderwerpen die zich meteen aandienden. Zijn aforismen doen vaak algemeen menselijk aan, maar herkenbaar blijven steeds de specifieke omstandigheden van het emigrantenbestaan die eraan ten grondslag liggen.  
Don-Aminado houdt zijn publiek voortdurend de spiegel voor, peilt de afgronden van het bestaan, maar demoraliseert niet. Don-Aminado waarschuwt steeds tegen dogmatisme: ‘Niets hindert het zien zo als een gezichtspunt’. In zijn afwijzing van totalitarisme, geweld en terrorisme was hij onverbiddelijk: Stalin en Hitler kregen er voortdurend van langs, de laatste nog kort voor Duitse troepen Frankrijk bezetten en zelfs al voordat deze in 1933 aan de macht kwam. Al op 1 november 1931 dichtte hij in zijn krant: ‘Met deze Hitler - komen er onaangenaamheden.’ 
Bij zijn dood leek Don-Animado een figuur uit een voorbij tijdperk. Tientallen jaren bleef het stil rond deze eerder vergeten dan marginale auteur. In de Sovjet-Unie was zijn werk verboden en bij vrijwel niemand bekend. 
Direct na de Perestrojka en het wegvallen van de censuur raakte Don-Aminado’s werk in Rusland in de belangstelling. Talrijke heruitgaven kwamen op de markt. De belangrijkste verscheen in 2000 in Sint-Petersburg Hoe donkerder de nacht ... Aforismen en epigrammen (Чем ночь темней... Афоризмы и эпиграммы): een becommentarieerde editie van krantenbijdragen, waarvan de meeste niet eerder waren gebundeld.

## Voorbeelden van aforismen
- Behandel uw eigen vrouw alsof ze niet uw vrouw is maar die van iemand anders.
- Leef zo dat het voor anderen vervelend is als u sterft.
- Een handige legende is een bron van dividend.
- Je kunt beter te maken hebben met een instinctieve leugenaar dan met een principiële waarheidsvriend.
- Het is beter een goede jachthond te hebben dan een dozijn belezen compagnons.
- De gevangenis heeft het voordeel dat niemand vraagt: waar gaat u naar toe?
- Niets versterkt het geheugen zo als maandelijkse betalingen.
- Als iemand definitief niets meer te doen heeft, wordt hij ooggetuige.
- Mannen liegen ronduit, vrouwen met tranen in de ogen.

## Werk in Nederlandse vertaling
- Ooggetuigen zijn de gevaarlijkste vertellers (Studio 3005, 2014). Vertaling Jan Paul Hinrichs
- Ook valsemunters hebben hun kosten (Fragment, 2017). Vertaling Jan Paul Hinrichs.

- Aforismen (De Wilde Tomaat, 2018). Vertaling en nawoord Jan Paul Hinrichs

- Bibsys: 5010242
- Biblioteca Nacional de España: XX880466
- Bibliothèque nationale de France: cb137508690 (data)
- Gemeinsame Normdatei: 172726085
- International Standard Name Identifier: 0000 0001 0907 8101
- Library of Congress Control Number: n92115119
- Nationale Bibliotheek van Letland: 000013642
- Nationale Bibliotheek van Tsjechië: jo20010084290
- Nationale Bibliotheek van Israël: 987007307858705171
- Nederlandse Thesaurus van Auteursnamen: 112546951
- LIBRIS: 214341
- Système universitaire de documentation: 131272276
- Virtual International Authority File: 61726590
- WorldCat: E39PBJdrGWgfDqGpTqhfHfQXh3